# 서울 2033
서울 2033은 대한민국의 반지하 게임즈가 개발한 모바일 게임은 텍스트 로그라이크 게임이다. 2018년 10월 20일에 출시되었다.
서울 2033: 후원자는 광고제거 버전이며 2018년 12월 22일에 출시되었다. 다운로드를 하려면 3,900원을 결제해야 한다.
서울 2033: 유시진은 2019년 8월 1일에 출시되었다. 다운로드를 하려면 3,900원을 결제해야 한다.
서울 2033: 방공호는 2020년 9월 8일에 출시되었다. 다운로드를 하려면 4,900원을 결제해야 한다.

## 특징
18년 전 2015년에 핵전쟁이 일어나고 2033년을 배경으로 한 게임이다.